# At the Eleventh Hour (film 1914)
At the Eleventh Hour è un cortometraggio muto del 1914.

## Produzione
Il film fu prodotto dalla Selig Polyscope Company.

## Distribuzione
Distribuito dalla General Film Company, il film - un cortometraggio in una bobina - uscì nelle sale cinematografiche statunitensi il 3 febbraio 1914.